# Paul Marx
Paul Benno Marx (St. Michael, Minnesota, 8 de mayo de 1920-St. Cloud, Minnesota, 20 de marzo de 2010) fue un sacerdote católico, monje benedictino de la Abadía de San Juan (Collegeville), sociólogo, y escritor estadounidense; y uno de los líderes de los movimientos provida.

## Biografía
Paul Benno William Marx, nació en St. Michael (Minnesota), como el decimoquinto hijo de padres devotamente religiosos, George y Elizabeth Marx. Se crio en una granja lechera donde había trece niñas y cuatro niños (tres niños murieron en la infancia) todos miembros de su familia. Entre sus hermanos se encontraban el padre benedictino Michael y la hermana Virgene Marx, OSB.
Paul profesó el 11 de julio de 1942 y fue ordenado sacerdote el 15 de junio de 1947. Marx fundó el Departamento de Sociología en la Universidad de Saint John (1957), en Collegeville (Minnesota), siendo su director (1957-1970). Años después impulsó la creación del Centro de Vida Humana (1972), además de las organizaciones provida Human Life International (HLI, 1981) y el Instituto de Investigación de la Población (PRI, 1989).

## Activismo provida
Uno de los libros de Marx, Los vendedores ambulantes de la muerte: la guerra contra los no nacidos, pertenece a la literatura básica del movimiento provida. El padre benedictino se convirtió en mentor espiritual de su sucesor en el PRI, Steven W. Mosher.
Marx editó regularmente material sobre planificación familiar natural y dirigió el HLI hasta 1999. El presidente Ronald Reagan declaró una vez en una carta a Marx: "Pueden estar orgullosos de todo lo que han hecho para convocar a esta nación y a otras a la reflexión y a la acción positiva sobre cuestiones que afectan la santidad de la vida humana. Que Dios los bendiga".

## Premios y distinciones
Entre otros, recibió los siguientes premios y distinciones:
- Premio Cardenal von Galen de Human Life International (2007).
- Premio Pro-Vida del cardenal John Joseph O'Connor de Legatus (2003)
- "Premio Fiel por la Vida" de Family Life International (2004)
- Premio del Fundador de PRI.

## Publicaciones
- The life and work of Virgil Michel. Dissertation, Washington, D.C.: The Catholic University of America Press, 1957.
- Virgil Michel And The Liturgical Movement. Collegeville, Minnesota: Liturgical Press, 1957.
- The Death Peddlers: War on the Unborn. Front Royal, Virginia: HLI, reprint, 1998, ISBN 978-0814604014.
- Death without dignity: Killing for mercy. Collegeville, Minnesota: Liturgical Press, 2nd edition, 1978, ISBN 978-0814608692; later in the modified version And Now Euthanasia: HLI, 2nd edition, 1985.
- Confessions of a Profile Missionary: The Journeys of Fr. Paul Marx. Gaithersburg, Maryland: HLI, 1988, ISBN 1559220201.
- Fighting for Life: The Further Journeys of Fr Paul Marx. HLI, 1989, ISBN 978-1559220279.
- The Apostle of Life. HLI, 1990, ISBN 978-1559220293.
- The Flying Monk (Still Fighting for Life). HLI, 1990, ISBN 978-1559220286.
- The Warehouse Priest. HLI, 1993, ISBN 978-1559220316.
- Faithful for Life– autobiography. HLI, 1997, ISBN 978-1559220453.
- The Pro-Life Wisdom of Fr. Paul Marx: The Apostle of Life – a collection of comments. HLI, 2008, ISBN 978-1559220552.